# Рашид Али ал-Гайлани
Рашид Али ал-Гайлани (на арабски: رشيد عالي الكيلاني, наричан още Саяд Рашид Али ал-Гилани, Саяд Рашид Али ал-Гайлани и Саяд Рашид Али ел-Кейлани) (1892 – 28 август 1965 г.) служи 3 пъти като министър-председател на Кралство Ирак.
Той е арабски националист, който се опитва да премахне британското влияние от Ирак. По времето на Втората световна война като министър-председател (1940 – 1941) се опитва да преговаря със страни от Оста за противодействие на британското влияние в Ирак.

## Ранен живот
Роден е в Багдад и е син на Абдул Саяд Ваххаб ал-Гайлани, от рода Гайлани. Сунитският мюсюлмански род Гайлани е известен с това, че се определя като семейство, произлязло от ислямския пророк Мохамед.
Той има родствена връзка с първия министър-председател на Ирак Абд ал-Рахман ал-Каяли, въпреки че двата рода са отчуждени един от друг. Постъпва да учи в правно училище в Багдад, след завършване на образованието си става адвокат и се впуска в активна политическа дейност.

## Политическа кариера
Рашид Али ал-Гайлани започва своята политическа кариера в първото правителство на Ирак на министър-председателя Ясин ал-Хашими, който го назначава за министър на правосъдието. Двамата съпартийци са пламенни националисти и се противопоставят на всеки опит за намеса от страна на Великобритания във вътрешната политика на страната. Те не приемат подписания британско-иракски договор, подписан през 1930 г. от правителството на Нури ас-Саид, което ги мотивира да формират Партията на националното братство, с която целят насърчаването на националистически цели. Рашид Али ал-Гайлани става министър-председател за първи път през 1933 г., но се задържа на този пост за по-малко от 8 мес.
На 31 март 1940 г. Рашид Али ал-Гайлани за втори път става министър-председател в тежка обстановка – Втората световна война вече е започнала и цар Гази е починал. След смъртта му управлението на страната е последвано от регентство над 4-годишния му син Фейсал II. Регент е чичото на цар Гази емир Абдул-Иллах, който подкрепя Великобритания във войната, но не съумява да се справи с Рашид Али ал-Гайлани, който се възползва от военните действия за постигане на собствените си националистически цели, като забранява на британски войски да преминават през Ирак. Също така той отхвърля слуховете, че Ирак прекратява отношенията си с фашистка Италия и изпраща своя министър на правосъдието Наджи Шавкат на среща с германския посланик Франц Фон Папен в Турция, за да спечели германската подкрепа за своето правителство.

### Държавен преврат, 1941
В отговор на анти-британските действия от страна на Рашид Али ал-Гайлани Великобритания налага тежки икономически санкции срещу Ирак. В същото врем, последните новини от военните действия в Северна Африка съобщават за победа на британските военни сили над италианската фашистка армия. Тези военни събития притъпяват подкрепата на правителството на Гайлани и на 31 януари 1941 г., под натиска на регент Абдул-Иллах, Гайлани подава оставка като министър-председател на Ирак. Това допълнително изостря отношенията между Гайлани и иракските политици, които подкрепят Великобритания. Гайлани, заедно с членовете на „Златния отряд“, планира убийството на Абдул-Иллах и завземане на властта в държавата. На 31 март 1941 г. Абдул-Иллах разбира за плановете за убийството му и по най-бързия начин напуска Ирак.
Държавният преврат, предвождан на Рашид Али ал-Гайлани, започва на 1 април и завършва на 3 април 1941 г. Гайлани отново става министър-председател на Ирак, като неговата партия „Национална защита на правителството“ замества дотогавашния регентски съвет. Сред първите действия на Гайлани като министър-председател е изпращането на иракски войски и артилерия в Хабаня, където са стационирани части от Кралските военновъздушни сили на Великобритания. Към края на април обсадата над британските войски започва.
По време на Втората световна война Ирак е основен доставчик на петрол за военните усилия на Съюзническите сили и представлява важен мост между британските военни сили в Индия и Египет. За да подсигури Ирак, Уинстън Чърчил изпраща ген. Арчибалд Уейвъл с неговата войска в Хабаня, за да подпомогне Кралските военновъздушни сили, които са под обсада. На 18 април британските военни сили от Индия пристигат в Басра. От британските владения в Палестина е сформирана друга военна група, която трябва да навлезе в Ирак от запад и да облекчи обсадата над Кралските военновъздушни сили в Хабаня.

### Англо-иракска война
След обсаждането на Кралските военновъздушни сили в Хабания иракчаните искат от британците спиране на всички тренировъчни дейности и полети към и от военната база. В отговор на иракските искания на 2 май командирът на британската военновъздушна база вицемаршал Хари Джордж Смарт предприема ответен удар срещу иракските войски. Това поражда началото на Британско-иракската война. Британските войски бързо взимат надмощие в първите дни на войната. До средата на май британските войски от Хабания се преместват във Фалуджа. Там те пречупват иракската съпротива, след което се насочват към Багдад. На 29 май, страхувайки се британската офанзива, Рашид Али ал-Гайлани побягва в Персия. Преди да напусне Багдад, Гайлани влиза в контакт с Мулла Ефенди, като му съобщава, че е избрал неговата страна за сигурно убежище и за нов дом на кралското семейство, докато Англо-иракският конфликт приключи.
На 31 май е подписано примирие между Великобритания и Ирак. На 3 юни регентът се връща в Багдад и неговото правителство е възстановено.

### Персия, Германия и Саудитска Арабия
След бягството си в Персия Гайлани не се задържа дълго там. На 25 август 1941 г. въоръжените сили на Обединеното кралство и СССР нахлуват в Персия и свалят управлението на прогерманския шах Реза шах. След падането на Реза шах Гайлани побягва към Европа и по-точно към Нацистка Германия. В Берлин Гайлани е посрещнат от германския диктатор Адолф Хитлер и е признат за лидер на иракското правителство в изгнание. След поражението на Германия Гайлани отново успява да се укрие и намира убежище в Саудитска Арабия.

## Последни години и смърт
Рашид Али ал-Гайлани се завръща от изгнание след революцията от 1958 г., която отхвърля монархията в Ирак. Тогава за пореден път се опитва да завземе властта чрез бунт срещу правителството на Абдул Карим Касем. Бунтът е осуетен, а Гайлани е осъден на смърт. По-късно е помилван, след което заминава за Бейрут (Ливан), където умира през 1965 г.